# 전제주의 변증학
전제주의 변증학(前提主意 辯證學, Presuppositional apologetics)은 기독교 변증학의 인식론적 학파로, 세계관이 기반하고 있는 전제를 분석하고, 이러한 전제의 결과를 비교·대조하는 방식으로 전개된다. 전제주의자들은 전제가 없이는 어떤 인간 경험도 이해할 수 없으며, 기독교인이 아닌 사람과 논리적으로 대화할 수 있는 중립적인 전제라는 것은 존재하지 않는다고 주장한다. 전제주의자들은 성경에 나타난 신이 반드시 존재함을 믿는 기독교인이, 동시에 그 존재 여부와 성경의 계시가 참인지 아닌지를 의심하는 다른 전제를 바탕으로 논증할 수는 없다고 본다. 전제주의 변증학은 코닐리어스 반틸과 고든 클라크의 가르침을 기반으로 한 두 학파로 나뉜다. 이는 고전적인 기독교 변증학이나 실증적 변증학과 대조된다.

전제주의자들은 자신들의 전제를 이성, 경험적 관찰, 주관적 감정 등 다른 궁극적 기준들과 비교하면서 다음과 같이 주장한다:
“전제란 다른 믿음보다 우선하는 믿음으로, 다른 믿음의 기준 역할을 한다. 궁극적 전제란 그 위에 더 우선하는 것이 없는 믿음을 말한다. 기독교인에게 있어 성경의 내용은 그의 궁극적 전제가 되어야 한다… 이 교리는 단지 ‘기독교 하나님의 주권’을 인간 사고의 영역에 적용한 것일 뿐이다. 이는 성경의 무오성 교리를 ‘앎의 영역’에 적용한 것이다.”

## 역사
전제주의 변증학의 현대적 기원은 정통장로교회(Orthodox Presbyterian Church) 소속의 네덜란드계 신학자 코넬리우스 반틸의 사상에서 비롯된다. 그는 1920년대 후반부터 자신의 신앙이 참됨을 변호하기 위해 전제주의 접근을 채택하기 시작했다. 반틸은 "전제주의"이라는 용어를 개인적으로 탐탁지 않게 여겼는데, 그 이유는 이 용어가 자신의 변증학적 접근을 잘못 표현한다고 느꼈기 때문이다. 그는 자신의 방식이 증거를 부정하거나 무시하는 것이 아니라, 진리에 대한 궁극적 기준으로서 성경의 우월성을 강조하는 데에 초점을 두고 있다고 보았다. 그럼에도 그는 이 용어가 변증학의 중립적 기반을 부정하는 입장과 그렇지 않은 입장을 구분하는 데 유용하다는 점에서 마지못해 수용했다.
반틸의 제자인 그렉 반센은 이후 반틸식 전제주의의 발전에 크게 기여했으며, 그가 설립한 반센 신학교(Bahnsen Theological Seminary)는 현재도 전제주의 변증학을 커리큘럼으로 채택하고 있다. 또 다른 반틸의 제자인 존 프레임 역시 전제주의 접근을 옹호하고 있으나, 반센보다는 반틸의 사상에 대해 비판적인 입장을 취한다. 반센의 제자였던 마이클 R. 버틀러(Michael R. Butler) 또한 이 분야의 발전에 적극적이었으며, 특히 변증학적 초월론 논증(transcendental argument for the existence of God, TAG)과 일반적인 초월론 논증을 형식논리의 관점에서 분석한 기술적인 연구로 주목받았다.
1952년경에는 장로교 신학자인 고든 클라크가 전제주의 변증학의 새로운 옹호자로 등장하였다. 그는 자신의 변증학적 접근이 인식론의 우선성과 계시의 공리를 강조하고 있으며, 전제의 논리적 순서를 보다 엄격히 다룬다는 점에서 반틸보다 "전제주의"이라는 용어에 더 적절하다고 판단하고 이 용어를 기꺼이 수용했다. 이 둘의 전제주의에 대한 견해 차이는 많지는 않았지만, 심각한 갈등을 초래했다. 클라크와 반틸이 모두 사망한 이후에도, 클라크의 제자이자 신학자인 존 로빈스(John Robbins)와 반센은 종종 격한 논쟁을 벌이곤 했다.

## 반틸 전제주의

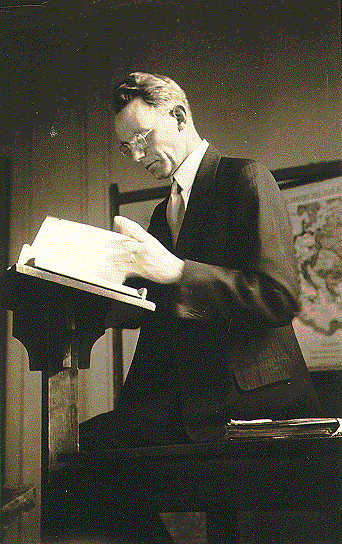
코넬리우스 반틸

반틸의 견해를 따르는 변증가들은 성경의 초자연적 계시를 진리와 오류를 가리는 궁극적 기준으로서 항상 전제해야 한다는 중심 교리 때문에 "전제주의자"(presuppositionalists)라는 명칭을 얻게 되었다. 이들에 따르면, 모든 인간 사유는 성경의 삼위일체적 신 존재를 전제하고 있기 때문에, 그리스도인은 이보다 덜한 전제를 가질 수 없으며, 그렇지 않고 비기독교인의 전제를 받아들이게 되면 논리적으로 의미 있는 주장조차 형성할 수 없게 된다. 전제주의자들은 때로 "논의를 위하여" 상대방의 입장에 자신을 두고 그 입장이 어디로 귀결되는지를 보여주지만, 그럴 수 있는 이유는 그들이 이 세계가 하나님의 세계이며, 인간이 하나님의 형상대로 창조된 하나님의 피조물이라는 사실을 인정하기 때문이라고 주장한다. 따라서 인간은 삶이나 사유의 영역에서 완전히 하나님을 배제할 수 없으며, 이런 점에서 대화의 공통 기반은 항상 존재한다. 다만 전제주의자의 시각에 따르면, 그 공통 기반은 보통 상대방이 인정하려 하지 않는 것이며, 본질적으로 중립적이라기보다는 편향된 것이다.
존 프레임에 따르면, “[반틸의] 다른 변증학적 방법들에 대한 주요한 비판은 신학적인 비판이다. 즉, 그것들이 하나님의 불가해성, 인간의 전적 타락, 자연계시에 대한 명료성, 창조 세계에 대한 하나님의 포괄적 통제 등과 같은 교리를 손상시킨다는 것이다.” 반틸 계열의 전제주의자들은 자신들의 틀 안에서 토마스 아퀴나스식의 토미즘이나 실증적 변증학에서 사용되는 핵심 개념들(예: 자연 원인의 보편성에 대한 믿음)을 때로 활용하지만, 그것들이 "자연적"(즉, 중립적인) 근거에서 정당화될 수 있다는 점은 인정하지 않는다. 오히려 그들은 이러한 믿음들을 성경적 기반 위에서 정당화하며, 초월론 논증(transcendental argument)의 수단으로 사용한다. 초월론 논증은 근본적 전제와 필수적 전제 조건에 관한 일종의 메타 논증으로서, 비기독교인의 세계관이 내적으로는 일관성이 없으며 오직 기독교 세계관의 자산을 빌릴 때만 이해 가능한 것임을 보여주려는 시도이다. 예를 들어, 증거주의자는 폐쇄계에서 자연 원인의 보편성을 중립적인 출발점으로 삼고 이를 근거로 "부동의 원동자"를 위한 우주론적 논증을 구성할 수 있겠지만, 반틸식 전제주의자는 상대방의 세계관을 전제로 했을 때 왜 자연 원인의 보편성을 믿을 수 있는지를 물으며, 이러한 믿음이 사실상 기독교 세계관을 전제하고 있고 상대 세계관과는 양립 불가능하다는 점을 드러내려 한다.
반틸은 실제로 자신의 변증학의 핵심 동기를 “하나님의 존재에 대한 유일한 증거는, 하나님 없이는 그 무엇도 증명할 수 없다는 것이다.”라고 요약한 바 있다.
반틸 계열 변증가들은 또한 “죄의 인식론적 영향”, 즉 죄가 인간의 정신에 미치는 영향을 중요하게 여긴다. 이들은 죄로 인해 인간의 하나님, 세계, 그리고 자기 자신에 대한 올바른 이해 능력이 왜곡되었다고 주장한다. 그들의 견해에 따르면, 인간은 타락한 존재이지만 여전히 각 영역의 진리를 알고 있으며, 다만 자신이 재판관 자리에 앉고 하나님을 피고석에 세우는 식의 다른 해석을 찾으려 한다. 이는 C. S. 루이스가 묘사한 바와 같다. 따라서 변증가의 주요 과업은 불신자에게 그가 말로는 진리를 부정하면서도 실제로는 그 진리에 부합하는 방식으로 행동하고 있음을 직면하게 만드는 것이다. 반틸은 이러한 모순된 태도를, 아버지의 무릎 위에 올라 앉아 아버지의 얼굴을 때리려는 아이의 비유로 설명했으며, 바흔센은 공기를 들이마시며 공기의 존재를 부정하는 사람의 비유를 사용했다.
반틸식 변증학의 또 다른 핵심 요소는 “증거(proof)”와 “설득(persuasion)”의 구분이다. 『로마서』 1장에 따르면, 하나님의 존재와 속성에 대한 충분한 증거가 피조 세계 전체에 존재하지만, 인간은 그것을 억누르기로 선택한다. 반틸 역시 성경의 하나님이 존재한다는 것을 증명할 수 있는 타당한 논증들이 존재한다고 보았으나, 불신자는 진리를 억누르고 있기 때문에 그 논증에 설득되지 않을 수 있다고 주장했다. 따라서 그는 변증가가 청중이 실제로 설득될지 여부와 관계없이 진리를 선포해야 한다고 보았다. 프레임은 변증가를 망상의 진실을 설명하는 정신과 의사에 비유했으며, 환자가 어떤 수준에서는 그 진실을 알고 있고 그것을 받아들일 수 있으리라는 믿음을 가지고 있다고 설명하였다. 물론 프레임은 칼뱅주의자로서, 불신자가 궁극적 진리를 받아들이기 위해서는 성령 하나님의 특별한 개입이 필요하다고 본다.
이러한 입장의 함의 중 하나는 모든 논증이 “개인 상대적”(person relative)이라는 것이다. 즉, 어떤 비기독교인은 특정 논증에 설득될 수 있지만, 다른 이는 그렇지 않을 수 있으며, 이는 각자의 배경과 경험에 따라 달라진다. 심지어 그 논증이 논리적으로 타당한 증명일지라도 말이다.

## 클라크 전제주의
고든 클라크와 그의 추종자들은 성경의 진리를 그들의 체계의 공리(公理)로 간주한다. 다른 모든 공리들처럼, 이 공리는 자명한 진리로 여겨지며, 증명되어야 할 대상이 아니라 오히려 다른 것을 증명하기 위한 전제로 사용된다. 클라크에게 깊은 영향을 받은 신학자와 철학자들로는 프랜시스 쉐퍼, 칼 F. H. 헨리, 로널드 내시, 풀러 신학교의 총장이었던 에드워드 J. 카넬, 그리고 트리니티 재단의 존 롭빈스 등이 있다. 개리 크램프턴은 클라크의 체계를 다음과 같이 묘사하였다. “구약과 신약 66권은 자증적이며 자인적이다. 성경은 모든 책과 사상에 대해 심판하며, 누구나 어떤 것으로도 성경을 판단할 수 없다. 오직 성경만이 하나님의 말씀이다. 이것이 바로 개신교의 원리인 오직 성경(sola scriptura)이다.”
그러나 이와 같은 공리에서 파생되는 세계관은 그 일관성과 포괄성을 기준으로 시험해볼 수 있다. 이러한 내적 모순에 대한 검증은 클라크가 철저히 논리법칙에 의존했음을 보여준다. 그는 『요한복음』 1장 1절을 “태초에 로고스가 계셨고, 로고스는 하나님과 함께 계셨으며, 로고스는 하나님이셨다”라고 번역한 것으로도 유명하다. 따라서 비기독교적 세계관을 반박하기 위해서는 그 세계관의 전제가 필연적인 논리적 모순을 초래함을 보여주고, 성경을 전제로 삼는 경우에는 그런 모순이 없음을 보여주면 된다는 것이다. 이에 비해 일부 반틸 계열 학자들은 성경에 나타난 하나님의 자기 계시에는 명백한 역설들이 존재한다고 보기도 한다.
그러나 클라크는 공리 또는 “제일 원리(first principles)”를 전제한다고 해서 그 철학 체계 자체가 참이 되는 것은 아니라고 인정했다. 그가 연구한 세계관들 가운데 기독교를 제외한 모든 것이 내적 모순을 드러냈다는 사실은 기독교가 진리일 가능성을 매우 높여줄 뿐, 반드시 진리임을 입증하지는 않는다고 본 것이다. 그럼에도 그는 이 방법이 실천적인 경우들(예: 세속 인본주의나 변증법적 유물론과의 논쟁)에서 효과적이라고 보았으며, 결국 우리는 삶의 질문들에 가장 적절한 답을 제공하고 가장 일관되어 보이는 세계관을 선택(즉, 정보에 기반한 선택)해야 한다고 주장했다. 반틸 계열의 비판자들은 일관성이라는 개념 자체가 기독교적 전제에 기반해 정의되어야 한다고 보고, 클라크가 그것을 진리를 판별하는 “중립적” 원리로 사용했다고 비판한다.
이러한 접근 방식에 따라 클라크는 당시 유행하던 여러 세계관의 모순을 폭로하고, 그에 맞서 기독교 세계관이 얼마나 일관된지를 논증하려 했다. 그는 논리의 사용에 있어 지치지 않았고, 이로 인해 악의 문제와 같은 주제에서 다수 개혁파 신학자들이 보기에는 다소 비정통적인 사상에 도달하기도 했다. 많은 신학자들이 인간의 이성으로 해결할 수 없는 역설이나 명백한 모순으로 간주한 문제들에 대해, 클라크는 성경이 그런 역설을 가르친다는 주장 자체를 거부했으며, “누구에게 명백하다는 말인가?”라고 반문하면서, 성경의 역설이라는 주장은 단지 “이성적 마사지로 해소 가능한 머릿속 쥐”에 불과하다고 표현했다.
다른 변증학 방법론들에 관해 클라크는 우주론적 논증이 단지 설득력이 부족할 뿐 아니라, 논리적으로도 잘못된 것이라고 보았는데, 이는 그 논증이 순환 논리를 포함한다고 보았기 때문이다. 그는 다른 토마스주의적 논증들도 비슷하게 기각하였고, 경험주의의 모든 형태에 대해 강한 비판을 가한 인물로서, 논리적 확실성(즉, 일관성 여부)을 제공하지 않고 단지 가능성과 개연성만을 제시하는 실즉적 변증법은 거의 사용하지 않았다.

## 같이 보기
- 계시의존사색
- 기독교 변증학
- 증거주의

### 내용주
1. ↑  반센은 연역 추론이 무신론적 세계에서는 정당화될 수 없다고도 하였다.[13]

### 참조주
1. ↑  Frame 2006.
2. ↑  Sproul, Gerstner & Lindsley 1984, 183쪽.
3. ↑  Frame 1987, 45쪽.
4. ↑  Oliphint 1991.
5. ↑  Fernandes 1997.
6. ↑  Butler 2002, 64–124쪽.
7. ↑  Hoover 1984.
8. ↑  Bahnsen, “Response to Robbins”, 《Journey》 (CMF now).
9. ↑  Flood, “Response to Bahnsen”, 《Journey》 (CMF now).
10. ↑  Bahnsen, “Response to Flood”, 《Journey》 (CMF now).
11. ↑  van Til 1967, 351–56쪽.
12. ↑  Frame 1976.
13. ↑  Bahnsen & Stein 1985, 27-28쪽.
14. ↑  Lewis 1970, 244쪽.
15. ↑  Schwertley.
16. ↑  Harrison.
17. ↑  Bahnsen 2002, 37–40쪽.
18. ↑  Frame 1995, 413–15쪽.
19. ↑  Frame 1994, 62–3쪽.
20. ↑  “The Trinity Foundation - Scripturalism: A Christian Worldview”.
21. ↑  《The Trinity foundation》.
22. ↑  Clark 1998, 115–22쪽.
23. ↑  《The Trinity foundation》.
24. ↑  Crampton 1990.
25. ↑  Clark 1995, 35–39쪽.

## Bibliography
- Bahnsen, Greg L (1998). 《Van Til's Apologetic: Readings & Analysis》. Phillipsburg: Presbyterian & Reformed. ISBN 0-87552-098-7.
- ——— (2002).  Booth, Robert R, 편집. 《Always Ready: Directions for Defending the Faith》. Nacogdoches: Covenant. ISBN 0-915815-28-1.
- Bahnsen, Christian Greg; Stein, Gordon (1985), 《The Great Debate: Does God Exist?》 (PDF) (formal debate), University of California, Irvine: Bellevue Christian, 2008년 5월 9일에 원본 문서 (PDF)에서 보존된 문서.
- Butler, Michael (2002). 〈The Transcendental Argument for the Existence of God〉.   Schlissel, Steven M. 《The Standard Bearer: A Festschrift for Greg L. Bahnsen》. Nacogdoches: Covenant. 64–124쪽.
- Carnell, Edward John (1948). 《An Introduction to Christian Apologetics: A Philosophic Defense of the Trinitarian-Theistic Faith》. Grand Rapids: Wm B Eerdmans.
- Clark, Gordon Haddon (1995). 《Religion, Reason, and Revelation》 3판. Unicoi: The Trinity Foundation. ISBN 0-940931-86-9.
- ——— (1998). 《A Christian View of Men and Things》 3판. Unicoi: Trinity Foundation. ISBN 1-891777-01-7.
- ——— (1998b). 《Logic》 3판. Unicoi: The Trinity Foundation. 115–22쪽. ISBN 0-940931-81-8.
- Crampton, W Gary (November–December 1990). “Does the Bible Contain Paradox?”. Unicoi: The Trinity Foundation.
- Fernandes, Phil (1997), 〈Cornelius Van Til〉, 《Pressupositional Apologetics》 (doctoral dissertation), Biblical defense, 2006년 4월 26일에 원본 문서에서 보존된 문서, 2013년 10월 18일에 확인함.
- Frame, John M (1976). 《Van Til: The Theologian》. Reformed. ISBN 0-916034-02-X. 2004년 10월 12일에 원본 문서에서 보존된 문서. 2004년 10월 21일에 확인함.
- ——— (1987). 《The Doctrine of the Knowledge of God (Theology of Lordship)》. Philadelphia: Presbyterian & Reformed. ISBN 0-87552-262-9.
- ——— (1994). 《Apologetics to the Glory of God》. Phillipsburg: Presbyterian & Reformed. ISBN 978-0-87552-243-2.
- ——— (1995). 《Cornelius Van Til: An Analysis of His Thought》. Presbyterian & Reformed. ISBN 0-87552-220-3.
- ——— (2000). 〈Presuppositional Apologetics〉.   Cowan, Steven B. 《Five Views on Apologetics》. Zondervan Publishing House. ISBN 0-310-22476-4.
- ——— (2006). 〈Presuppositional Apologetics〉.   Campbell-Jack, WC; McGrath, Gavin J; Evans, C Stephen. 《New Dictionary of Christian Apologetics》. InterVarsity Press. ISBN 978-0-8308-2451-9. 2007년 3월 12일에 확인함.
- Geehan, ER, 편집. (1980). 《Jerusalem and Athens: Critical Discussions on the Philosophy and Apologetics of Cornelius Van Til》. Presbyterian & Reformed. ISBN 0-87552-489-3.
- Harrison, James M. “The Presuppositional Apologetic”. Gospel outreach. 2007년 5월 11일에 확인함.
- Hoover, David P (1984). 《Gordon Clark's Extraordinary View of Men and Things》. ISBN 0-944788-22-X.
- Lewis, Clive Staples (1970). 《God in the Dock: Essays on Theology and Ethics》. Grand Rapids, MI: Wm. B. Eerdmans. ISBN 0-8028-0868-9.
- Oliphint, K Scott (1991). 〈Cornelius Van Til and the Reformation of Christian Apologetics〉.   van der Walt, BJ. 《Die Idee Van Reformasie: Gister En Vandag》. 2004년 4월 30일에 원본 문서에서 보존된 문서.
- Schwertley, Brian. “Secular Humanism”. Reformed. 2007년 5월 4일에 원본 문서에서 보존된 문서. 2007년 5월 11일에 확인함.
- Sproul, RC; Gerstner, John; Lindsley, Arthur (1984). 《Classical Apologetics》. Grand Rapids: Zondervan. ISBN 978-0-310-44951-5.  "A friendly refutation of Cornelius Van Til's presuppositional apologetics."
- van Til, Cornelius (1967). 《The Defense of the Faith》. Philadelphia: Presbyterian & Reformed. ISBN 9780875524832.
- ——— (1969). 《A Christian Theory of Knowledge》. Philadelphia: Presbyterian & Reformed.